# Islandia en los Juegos Olímpicos de Tokio 2020
Islandia estuvo representada en los Juegos Olímpicos de Tokio 2020 por un total de cuatro deportistas que compitieron en tres deportes. Responsable del equipo olímpico fue la Asociación Olímpica Nacional de Islandia, así como las federaciones deportivas nacionales de cada deporte con participación.
Los portadores de la bandera en la ceremonia de apertura fueron los nadadores Anton Sveinn McKee y Snæfríður Jórunnardóttir. El equipo olímpico islandés no obtuvo ninguna medalla en estos Juegos.